# James Montgomery Flagg

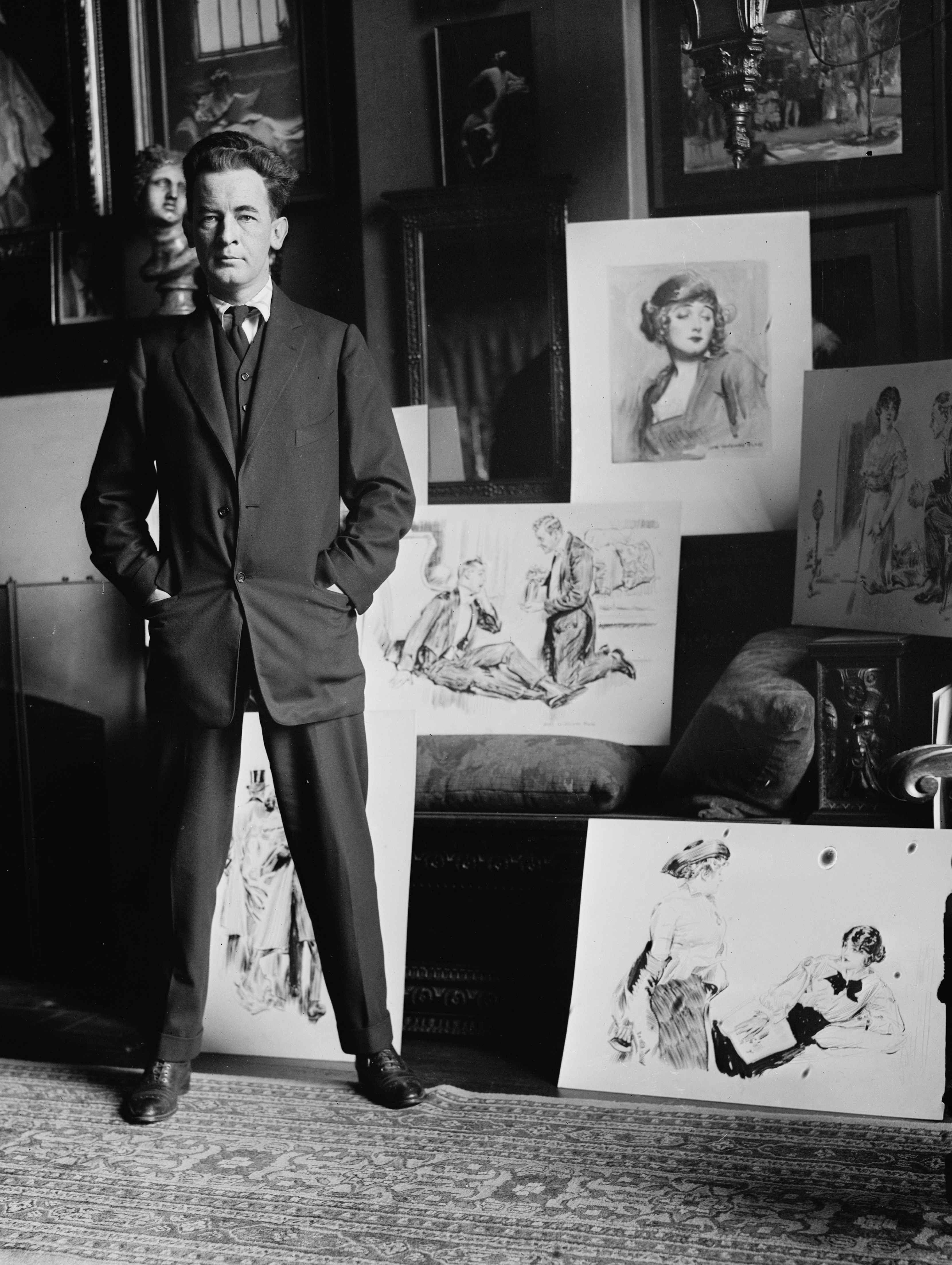
Flagg mit verschiedenen seiner Werke, um 1912

James Montgomery Flagg (* 18. Juni 1877 in Pelham Manor, New York; † 27. Mai 1960 in New York City) war ein US-amerikanischer Zeichner und Illustrator.

Das bekannteste Werk Flaggs, der Uncle Sam von 1917

Bereits im Alter von zwölf Jahren soll es Flagg gelungen sein, erste Zeichnungen zu veröffentlichen. Mit 14 Jahren arbeitete er für das Life Magazine; später auch für das Judge Magazine. Nach einem Studium der Künste in London und Paris kehrte Flagg in die USA zurück und illustrierte Bücher und Magazine. Sein bekanntestes Bild fertigte er für die US-Streitkräfte. Der mit "I Want You for U.S. Army" auf den Betrachter deutende Uncle Sam, für den Flagg angeblich seine eigene Physiognomie zum Vorbild genommen haben soll, warb bereits während des Ersten Weltkrieges für die soldatische Verpflichtung als patriotischen Akt, wurde im Zweiten Weltkrieg erneut publiziert und findet bis heute Verwendung. Neben diesem zeichnete Flagg ebenso weitere Plakate für die Army, wie er auch diverse andere Werbeplakate und Kinoplakate anfertigte. Besonders bekannt wurde die von ihm geleitete Werbekampagne für In den Fesseln von Shangri-La (Lost Horizon) von Frank Capra.